# Fredens Sogn (Svendborg Kommune)

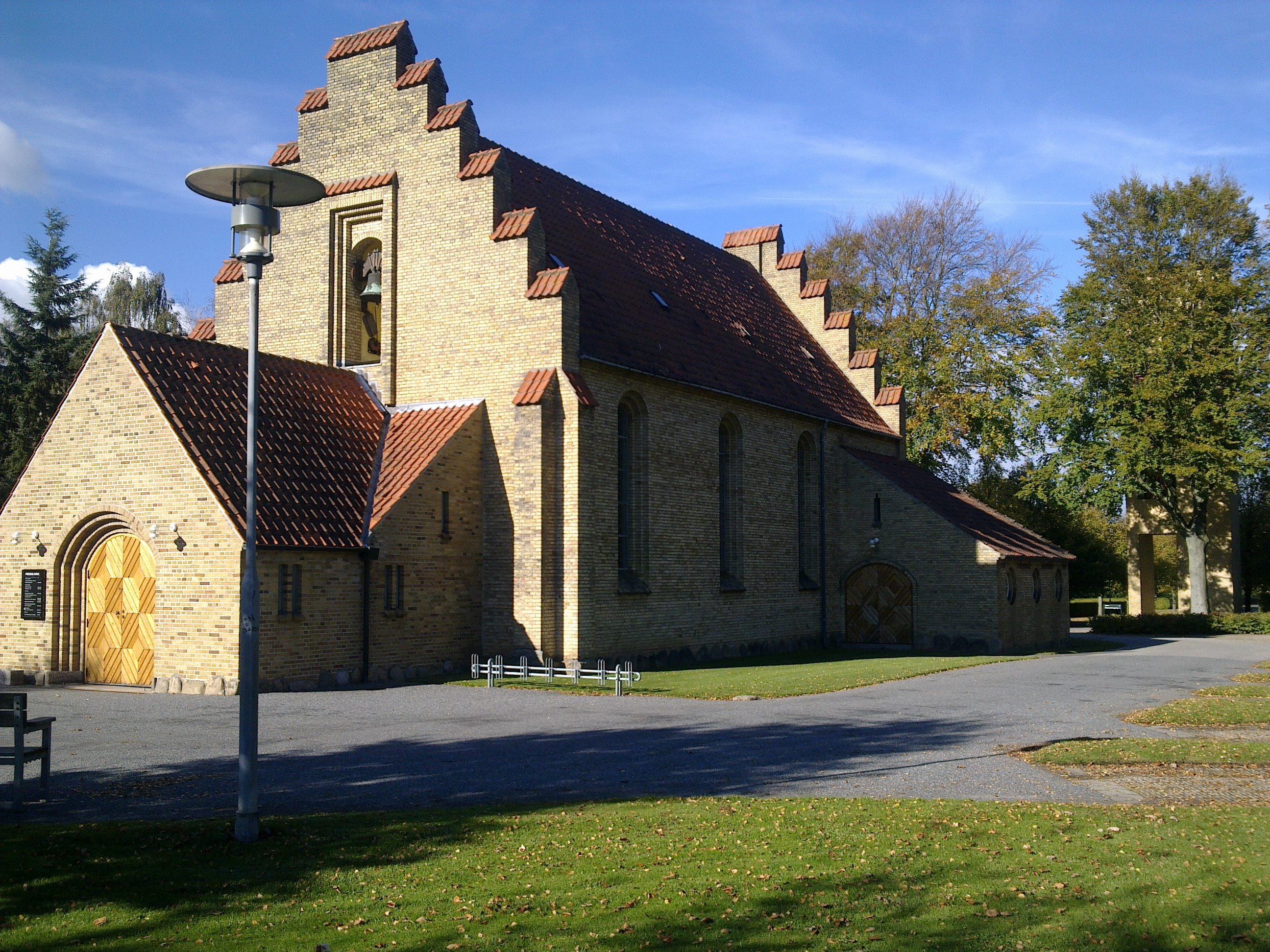
Fredens Kirke

Fredens Sogn (dt.: Friedensgemeinde) ist eine Kirchspielsgemeinde (dän.: Sogn) in der Stadt Svendborg
auf der Insel Fyn (dt.: Fünen) im südlichen Dänemark, die im September 1987 durch Abspaltung aus dem Vor Frue Sogn hervorgegangen ist.
Dieses gehörte bis 1970 zur Harde Sunds Herred im damaligen Svendborg Amt, danach zur Svendborg Kommune im
Fyns Amt, die im Zuge der  Kommunalreform zum 1. Januar 2007 in der
„neuen“
Svendborg Kommune in der Region Syddanmark aufgegangen ist. Im Jahre 1977 bekam der östliche Teil des Vor Frue Sogn, der Kirchenbezirk Fredens Kirkedistrikt, einen eigenen Gemeinderat und im September 1987 wurde aus dem Kirchenbezirk ein selbständiges Sogn.
Von den 27.594 Einwohnern von Svendborg leben 5186 im Kirchspiel Fredens (Stand: 1. Januar 2023).
Im Kirchspiel liegt die Kirche „Fredens Kirke“  (dt.: Friedenskirche).
Nachbargemeinden sind im Nordwesten Vor Frue Sogn, im Norden und im Südosten Tved Sogn und im Nordosten Skårup Sogn.